# 塩村耕
塩村 耕（しおむら こう、1957年 - ）は、日本の国文学者、名古屋大学名誉教授。

## 人物経歴
兵庫県生まれ。1981年東京大学文学部国語国文学専修課程卒業、1984年同大学院人文科学研究科修士課程修了、1985年同大学院人文科学研究科博士課程中退。2005年「近世前期文学研究 伝記・書誌・出版」で博士（文学）。1985年椙山女学園大学専任講師、1989年助教授を経て1998年名古屋大学文学部助教授、2004年同文学研究科教授、2017年改組により人文学研究科教授、2023年3月定年退職。1992年度日本古典文学会賞受賞。専門は、井原西鶴を中心とした近世前期文学、書物文化史など。2000年より西尾市岩瀬文庫の悉皆調査と詳細な書誌データベースの作成に没頭、2017年に完成。データベースは岩瀬文庫のホームページより公開中。

## 著書
- 『近世前期文学研究 伝記・書誌・出版』 (近世文学研究叢書) 若草書房, 2004
- 『こんな本があった!江戸珍奇本の世界 古典籍の宝庫岩瀬文庫より』家の光協会, 2007
- 『江戸人の教養——生きた、見た、書いた。』水曜社, 2020

### 編著
- 『文学部の逆襲』編. 風媒社, 2015
- 『三河に岩瀬文庫あり 図書館の原点を考える』編. 風媒社, 2016

### 校注など
- 『新日本古典文学大系 61 古今夷曲集』高橋喜一共校注、岩波書店, 1993
- 『古版大阪案内記集成 影印篇』 (重要古典籍叢刊） 編. 和泉書院, 1999
- 『古版大阪案内記集成 翻刻・校異・解説・索引篇』 (重要古典籍叢刊） 編. 和泉書院, 1999

## 論文
- ＜塩村耕